# Paraboea lambokensis
Paraboea lambokensis är en tvåhjärtbladig växtart som beskrevs av R. Kiew. Paraboea lambokensis ingår i släktet Paraboea och familjen Gesneriaceae. Inga underarter finns listade i Catalogue of Life.